# Soonlepa
Soonlepa − wieś w Estonii, w prowincji Hiuma, w gminie Pühalepa.